# Nigerian Professional Football League
Nigerian Professional Football League (NPFL) är den högsta  fotbollsligan i Nigeria och organiseras av Nigeria Football Federation (NFF). Ligan startades 1972. Ligavinnaren och 2:an kvalificeras för afrikanska Champions League.

## Klubbar säsongen 2019/2020
| Klubb                 | Stad          | Arena                                 | Kapacitet |
| --------------------- | ------------- | ------------------------------------- | --------- |
| Abia Warriors         | Umuahia       | Umuahia Township Stadium              | 5 000     |
| Adamawa United        | Yola          | Ribadu Square Stadium                 | 5 000     |
| Akwa United           | Uyo           | Godswill Akpabio Stadium              | 30 000    |
| Dakkada               | Uyo           | Godswill Akpabio Stadium              | 30 000    |
| Enyimba International | Aba           | Enyimba International Stadium         | 16 000    |
| Heartland             | Owerri        | Dan Anyiam Stadium                    | 10 000    |
| Ifeanyi Ubah          | Nnewi         | Ifeanyi Ubah FC International Stadium | 18 000    |
| Jigawa Golden Stars   | Dutse         | Hadejia Stadium                       | 15 000    |
| Kano Pillars          | Kano          | Sani Abacha Stadium                   | 16 000    |
| Katsina United        | Katsina       | Muhammadu Dikko Stadium               | 35 000    |
| Kwara United          | Ilorin        | Kwara Stadium                         | 18 000    |
| Lobi Stars            | Makurdi       | Aper Aku Stadium                      | 15 000    |
| MFM                   | Lagos         | Agege Stadium                         | 5 200     |
| Nasarawa United       | Lafia         | Lafia Township Stadium                | 10 000    |
| Plateau United        | Jos           | New Jos Stadium                       | 44 000    |
| Rangers International | Enugu         | Nnamdi Azikiwe Stadium                | 22 000    |
| Rivers United         | Port Harcourt | Yakubu Gowon Stadium                  | 30 000    |
| Sunshine Stars        | Akure         | Akure Township Stadium                | 10 000    |
| Warri Wolves          | Warri         | Warri Township Stadium                | 20 000    |
| Wikki Tourists        | Bauchi        | Abubakar Tafawa Balewa Stadium        | 25 000    |

## Mästare
| - 1972: Mighty Jets - 1973: Bendel Insurance - 1974: Rangers International - 1975: Rangers International - 1976: IICC Shooting Stars - 1977: Rangers International - 1978: Racca Rovers - 1979: Bendel Insurance - 1980: IICC Shooting Stars - 1981: Rangers International - 1982: Rangers International - 1983: IICC Shooting Stars | - 1984: Rangers International - 1985: New Nigeria Bank - 1986: Leventis United - 1987: Iwuanyanwu Nationale - 1988: Iwuanyanwu Nationale - 1989: Iwuanyanwu Nationale - 1990: Iwuanyanwu Nationale - 1991: Julius Berger - 1992: Stationery Stores - 1993: Iwuanyanwu Nationale - 1994: BCC Lions - 1995: 3SC Shooting Stars | - 1996: Udoji United - 1997: Eagle Cement - 1998: 3SC Shooting Stars - 1999: Lobi Stars - 2000: Julius Berger - 2001: Enyimba - 2002: Enyimba - 2003: Enyimba - 2004: Dolphin - 2005: Enyimba - 2006: Ocean Boys - 2007: Enyimba | - 2008: Kano Pillars - 2009: Bayelsa United - 2010: Enyimba - 2011: Dolphin - 2012: Kano Pillars - 2013: Kano Pillars - 2014: Kano Pillars - 2015: Enyimba - 2016: Rangers International - 2017: Plateau United - 2018: Lobi Stars - 2019: Enyimba | - 2019/20: Ligan avbruten (pandemin). - 2020/21: Akwa United (Uyo) - 2021/22: Rivers United FC - 2022/23: Enyimba FC - 2023/24: Enugu Rangers - 2024/25: Remo Stars |